# 30e cérémonie des César

La 30e cérémonie des César du cinéma, dite aussi Nuit des César,  récompensant les films sortis en 2004, s'est déroulée le 26 février 2005 au théâtre du Châtelet.
Elle fut présidée par Isabelle Adjani, présentée par Gad Elmaleh et retransmise sur Canal+.

## Présentateurs et intervenants
- Isabelle Adjani, présidente de la cérémonie
- Gad Elmaleh, maître de cérémonie
- Monica Bellucci, pour la remise du César d'honneur à Will Smith
- Sandrine Bonnaire, pour la remise du César d'honneur à Jacques Dutronc
- Diane Kruger, pour la remise du César du meilleur espoir masculin
- Philippe Noiret, pour la remise du César du meilleur espoir féminin
- Gérard Depardieu, Jean-Paul Rouve, pour la remise du César de la meilleure actrice
- Sabine Azéma, pour la remise du César du meilleur acteur
- Jean Paul Gaultier, pour la remise du César des meilleurs costumes
- Asia Argento, pour la remise du César de la meilleure musique
- Isabelle Adjani, pour la remise du César du meilleur film

## Palmarès et nominations
Les gagnants sont indiqués ci-dessous en caractères gras.

### César du meilleur film
- L'Esquive de Abdellatif Kechiche
  - 36 quai des Orfèvres d'Olivier Marchal
  - Les Choristes de Christophe Barratier
  - Rois et Reine d'Arnaud Desplechin
  - Un long dimanche de fiançailles de Jean-Pierre Jeunet

### César du meilleur réalisateur
- Abdellatif Kechiche pour L'Esquive
  - Christophe Barratier pour Les Choristes
  - Arnaud Desplechin pour Rois et Reine
  - Jean-Pierre Jeunet pour Un long dimanche de fiançailles
  - Olivier Marchal pour 36 quai des Orfèvres

### César du meilleur acteur
- Mathieu Amalric dans Rois et Reine
  - Daniel Auteuil dans 36 quai des Orfèvres
  - Gérard Jugnot dans Les Choristes
  - Benoît Poelvoorde dans Podium
  - Philippe Torreton dans L'Équipier

### César de la meilleure actrice
- Yolande Moreau dans Quand la mer monte...
  - Maggie Cheung dans Clean
  - Emmanuelle Devos dans Rois et Reine
  - Audrey Tautou dans Un long dimanche de fiançailles
  - Karin Viard dans Le Rôle de sa vie

### César du meilleur acteur dans un second rôle
- Clovis Cornillac dans Mensonges et trahisons et plus si affinités...
  - François Berléand dans Les Choristes
  - André Dussollier dans 36 quai des Orfèvres
  - Maurice Garrel dans Rois et Reine
  - Jean-Paul Rouve dans Podium

### César de la meilleure actrice dans un second rôle
- Marion Cotillard dans Un long dimanche de fiançailles
  - Ariane Ascaride dans Brodeuses
  - Julie Depardieu dans Podium
  - Émilie Dequenne dans L'Équipier
  - Mylène Demongeot dans 36 quai des Orfèvres

### César du meilleur espoir masculin
- Gaspard Ulliel dans Un long dimanche de fiançailles
  - Osman Elkharraz dans L'Esquive
  - Damien Jouillerot dans Les Fautes d'orthographe
  - Jérémie Renier dans Violence des échanges en milieu tempéré
  - Malik Zidi dans Les Temps qui changent

### César du meilleur espoir féminin
- Sara Forestier dans L'Esquive
  - Marilou Berry dans Comme une image
  - Sabrina Ouazani dans L'Esquive
  - Lola Naymark dans Brodeuses
  - Magali Woch dans Rois et Reine

### César de la meilleure première œuvre de fiction
- Quand la mer monte... de Gilles Porte et Yolande Moreau
  - Brodeuses Éléonore Faucher
  - Les Choristes de Christophe Barratier
  - Podium de Yann Moix
  - Violence des échanges en milieu tempéré de Jean-Marc Moutout

### César du meilleur film étranger
- Lost in Translation de Sofia Coppola
  - 21 Grammes d'Alejandro Gonzalez Inarritu
  - Carnets de voyage de Walter Salles
  - Eternal Sunshine of the Spotless Mind de Michel Gondry
  - Fahrenheit 9/11 de Michael Moore

### César du meilleur film de l'Union européenne
- Just a Kiss de Ken Loach et La vie est un miracle de Emir Kusturica
  - La Mauvaise Éducation de Pedro Almodóvar
  - Mondovino de Jonathan Nossiter
  - Sarabande de Ingmar Bergman

### César du meilleur scénario original ou adaptation
- Abdellatif Kechiche, Ghalya Lacroix pour L'Esquive
  - Arnaud Desplechin, Roger Bohbot pour Rois et Reine
  - Agnès Jaoui, Jean-Pierre Bacri pour Comme une image
  - Jean-Pierre Jeunet, Guillaume Laurant pour Un long dimanche de fiançailles
  - Olivier Marchal, Franck Mancuso, Julien Rappeneau pour 36 quai des Orfèvres

### César de la meilleure musique
- Bruno Coulais pour Les Choristes
  - Angelo Badalamenti pour Un long dimanche de fiançailles
  - Tony Gatlif, Delphine Mantoulet pour Exils
  - Nicola Piovani pour L'Équipier

### César de la meilleure photographie
- Bruno Delbonnel pour Un long dimanche de fiançailles
  - Jean-Marie Dreujou pour Deux Frères
  - Éric Gautier pour Clean

### César des meilleurs costumes
- Madeline Fontaine pour Un long dimanche de fiançailles
  - Catherine Bouchard pour Podium
  - Pierre-Jean Larroque pour Arsène Lupin

### César des meilleurs décors
- Aline Bonetto pour Un long dimanche de fiançailles
  - François Chauvaud pour Les Choristes
  - Jean-Pierre Fouillet pour Immortel, ad vitam

### César du meilleur son
- Daniel Sobrino, Nicolas Cantin, Nicolas Naegelen pour Les Choristes
  - Pierre Mertens, François Maurel, Sylvain Lasseur, Joël Rangon pour 36 quai des Orfèvres
  - Jean Umansky, Gérard Hardy, Vincent Arnardi pour Un long dimanche de fiançailles

### César du meilleur montage
- Noëlle Boisson pour Deux Frères
  - Hachdé pour 36 quai des Orfèvres
  - Hervé Schneid pour Un long dimanche de fiançailles

### César du meilleur court-métrage
- Cousines de Lyes Salem
  - Hymne à la gazelle de Stéphanie Duvivier
  - La Méthode Bourchnikov de Grégoire Sivan
  - Les Parallèles de Nicolas Saada

### César d'honneur
- Will Smith, Jacques Dutronc